# Zongzhai, Gansu
Zongzhai är en köping i nordvästra Kina. Den ligger i stadsdistriktet Suzhou i staden Jiuquan i provinsen Gansu,  omkring 610 kilometer nordväst om provinshuvudstaden Lanzhou. Antalet invånare är 18 484. Befolkningen består av 9 062 kvinnor och 9 422 män. Barn under 15 år utgör 19,0 %, vuxna 15-64 år 72 %, och äldre över 65 år 7,0 %.